# Kota Setar
Huyện Kota Setar là một huyện thuộc bang Kedah của Malaysia. Huyện Kota Setar có dân số thời điểm năm 2010 ước tính khoảng 350779 người.